# HD51565
HD51565 — хімічно пекулярна зоря спектрального класу A2, що має видиму зоряну величину в смузі V приблизно  7,8.
Вона  розташована на відстані близько 569,2 світлових років від Сонця.

## Пекулярний хімічний вміст
Зоряна атмосфера HD51565 має підвищений вміст 
Sr
.